# Cc (digramme)
Cette page contient des caractères spéciaux ou non latins. S’ils s’affichent mal (▯, ?, etc.), consultez la page d’aide Unicode.
Pour les articles homonymes, voir CC.
Cc (minuscule cc) est un digramme de l'alphabet latin composé de deux C. 

## Linguistique
- En français, en anglais et en espagnol, le digramme "cc" se prononce [ks] (comme la lettre x) devant une voyelle antérieure.
- En italien, il représente le son [tʃ ] devant une voyelle antérieure, tandis qu'il représente le même phonème en piémontais en fin de mot.

## Représentation informatique
Comme la majorité des digrammes, il n'existe aucun encodage de Cc sous un seul signe, il est toujours réalisé en accolant deux C.